# Seydou Diarra (calciatore)
Seydou Diarra (Adjamé, 16 aprile 1968) è un ex calciatore ivoriano, di ruolo portiere.

## Carriera

### Club
Ha sempre giocato nel campionato ivoriano.

### Nazionale
Con la maglia della Nazionale ha partecipato alla Coppa d'Africa nel 1996, 1998 e nel 2000.

## Palmarès

### Club
- Campionato ivoriano: 4

ASEC Mimosas: 1997, 1998, 2000, 2001